# Android 14
Android 14，內部代號為Upside Down Cake，于2023年2月8日在开发者预览版中发布，随后在开发者预览版2中发布，并于2023年3月8日向开发者发布。Android 14的第一个開發者預覽版本于2023年4月12日向開發者发布。2023年10月4日正式發佈。
Android 14的三大重點是更深入的自訂、數據控制和無障礙功能。

Android 14 的開發者預覽標誌

## 功能

### 使用者體驗
Android 14 繼續完善Android 13中的功能，例如為單個應用程序設定語言的選項，並且使開發者更容易實現此功能。此外，新增了「Grammatical Inflection API」，可根據用戶偏好的語法性別進行個性化設置。Android 14將字體最大放大比例從130%提高到200%，並引入非線性字體縮放技術，避免文字過大影響畫面顯示。應用程序還可以指定顯示的溫度單位例如華氏度、攝氏度或開爾文。
進一步優化Material You設計語言，Android 14帶來了全新的默認配色，以及鎖屏界面的更多自定義選項，包括多種時鐘和天氣樣式。此外，Android 14支持將手機作為網絡攝像頭使用，只需將手機連接至電腦或其他Android設備即可。
Android 14新增對Ultra HDR圖像格式的支持，可用於拍攝和顯示高動態範圍照片，並與標準動態範圍顯示兼容。

### 電池續航
Android 14 提升了系統進程的效率，從而改善電池續航能力。此外，用戶現在可以直接選擇啟用節電模式或極限節電模式。

### 隱私與安全
為了防止惡意軟件利用舊版本Android的安全漏洞，Android 14阻止安裝針對Android 6以下版本的應用程式。不過，開發者仍可以使用Android Debug Bridge（ADB）中的安裝標誌來繞過此限制。此外，用戶可以通過照片選擇器精確選擇應用程序可訪問的圖片範圍。

### Health Connect
Android 14 引入了Health Connect，並集成到最新的Pixel設置菜單中。該功能可與Fitbit、Samsung Health和Google Fit等應用程序兼容，方便使用者管理健康數據。

## 外部連結
- 官方网站

| 前任： Android 13 | Android 14 2023 | 繼任： Android 15 |